# René Verneau

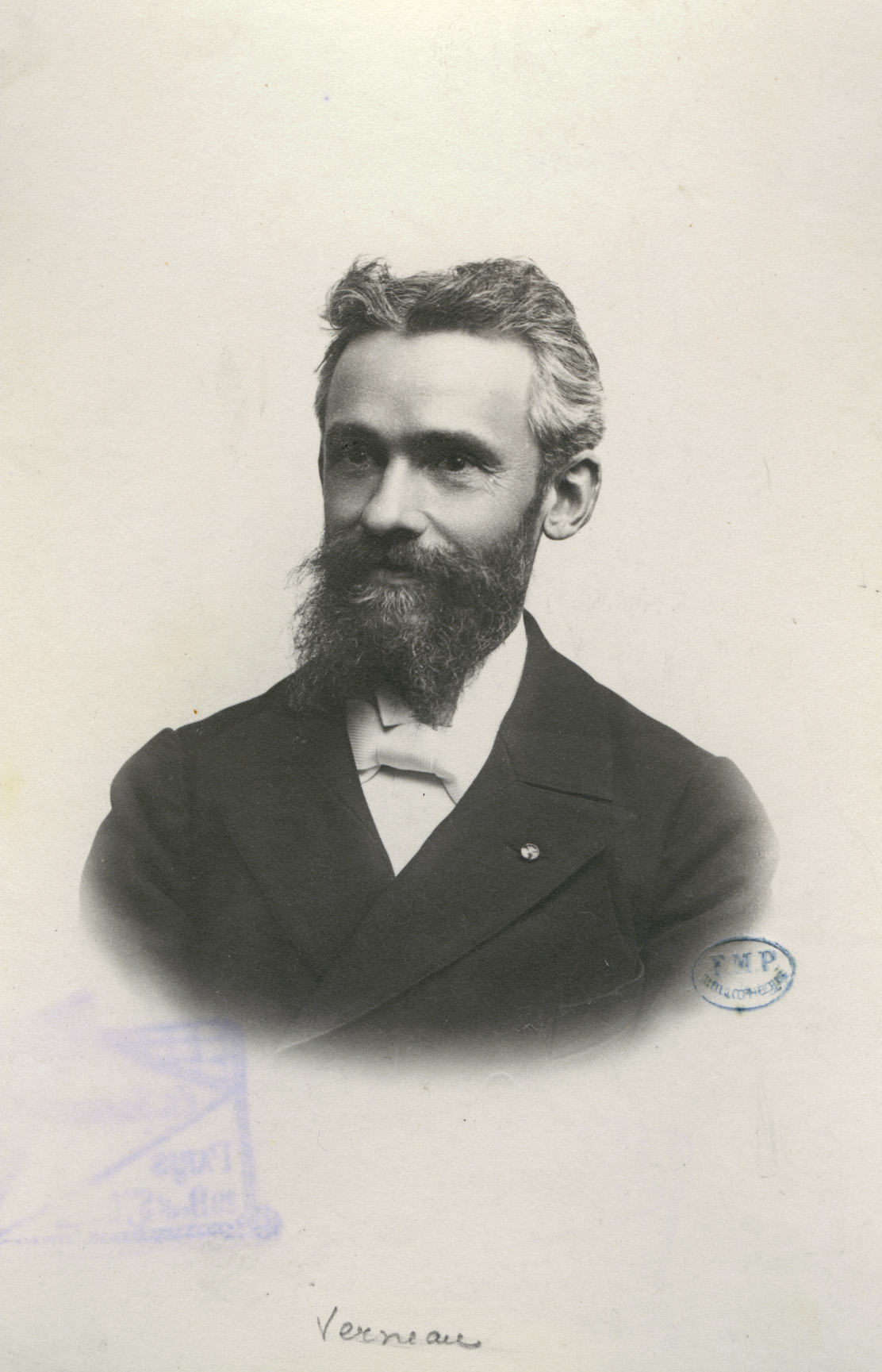

René Verneau (La Chapelle-sur-Loire, Francia; 1852 - París, Francia; 7 de enero de 1938) fue un antropólogo francés.
Su vida está marcada por una pasión inquebrantable hacia las Islas Canarias, con las que mantuvo estrechos vínculos, habiéndolas visitado en seis ocasiones a lo largo de su vida. Destacan sus estudios acerca de los guanches.

## Vida
Nacido en el seno de una familia de la pequeña burguesía provincial, se interesó muy pronto por la botánica, recogida de piedras e insectos, llegando a tener su propio laboratorio de química.
En 1870, entró en la Universidad de La Sorbona para estudiar medicina, pero debe interrumpir sus estudios debido a la guerra franco-prusiana. Influenciado por las ideas de Gobineau, y tras haber leído las obras de Quatrefages y de Paul Broca, se decide a iniciarse en el estudio de la antropología. 
En 1874, Verneau comenzó a trabajar como asistente en el Museo de Historia Natural de París. Pero el punto de inflexión de su vida tiene lugar en 1876 cuando el Ministerio de Educación organizó una expedición a las Islas Canarias. Se trataba de una expedición de un presupuesto modesto, diseñada para reunir información científica sobre las distintas islas. En concreto, el objetivo es encontrar huesos que ayudarán a constatar la hipótesis planteada por Hamy y De Quatrefages acerca de la relación entre los habitantes originarios de las Islas Canarias y el hombre de Cro-Magnon, descubierto en Dordoña nueve años antes. En todo esto existían una serie de intereses imperialistas de Francia sobre el archipiélago, buscando una mayor influencia en el mismo en unos momentos en el que el control de la economía de estas islas se encontraba prácticamente en manos de Inglaterra. El Museo de Historia Natural propone a Verneau para esta expedición. Con ganas de descubrir el mundo, fascinado por la nueva ciencia, así como por su contemporáneo y casi homónimo de Julio Verne, René Verneau acepta la propuesta del museo.
En 1876-1877, René Verneau vista por primera vez las Islas Canarias. En el otoño de 1877 regresó a París, donde presentó su informe al Departamento de Instrucción Pública. En 1879, Verneau fue nombrado profesor en el Museo de Historia Natural de París. El 2 de septiembre del mismo año, se creó en Las Palmas de Gran Canaria el Museo Canario y René Verneau es nombrado socio honorario de esta institución, junto a Sabin Berthelot y Quatrefages.
Entre 1884 y 1887, regresa a Canarias en un viaje más largo. Durante estos años el científico pudo visitar todas las islas, aprovechando su estancia para aprender a hablar en español. En 1891, publicó en París su libro Cinq années de séjour aux Îles Canaries (Cinco años de estancia en las Islas Canarias), que sería muy bien recibido por el público francés.
El 6 de abril de 1899 regresa de nuevo al archipiélago formando parte del octavo crucero de la Revue General de Sciences. Tras este viaje, tardará bastantes años en volver a las islas.
En 1908, René Verneau se convirtió en director del Museo de Etnografía de París, después de haber trabajado allí durante cuatro años como conservador. También es nombrado profesor de antropología en el Instituto Nacional de Paleontología. 
Desde 1910, Verneau dedica la mayor parte de su investigación a la cuestión de la presencia del Cro-Magnon en el norte de África (Marruecos, Argelia, Túnez), realizando para ello numerosos viajes a estas regiones. Es notorio que, precisamente en estas regiones, Francia tuviera intereses imperialistas, pasando a ser colonias francesas. Verneau trataba de establecer una relación entre el Cro-Magnon francés y los habitantes de esos territorios, lo cual justificaría el expansionismo. En 1926, publicó su obra más famosa: Les Origines de l'Humanité (Los Orígenes de la Humanidad). 
A pesar de todas esas actividades, no llega a perder el contacto con las Islas Canarias, manteniendo regularmente correspondencia con el Museo Canario. En 1925 vistia de nuevo Canarias, debiendo costear el viaje el Museo Canario, al no poder ser financiada su nueva expedición científica por las instituciones francesas debido a la depreciación de la moneda francesa. Instalado en Las Palmas de Gran Canaria, instala su laboratorio en el Museo Canario e inicia un minucioso y paciente estudio del material allí disponible, clasificándolo, señalando sus lugares de procedencia y colocando los huesos y cráneos en sus correspondientes vitrinas. René Verneau realiza este trabajo según los planteamientos de la antropología física de la época. Vuelve a Canarias en dos ocasiones más a continuar dicho trabajo, en 1932 y en 1935. 
Verneau fallece en París el 7 de enero de 1938, mientras trabajaba en una obra sobre los guanches que no llegó a culminar.
René Verneau estuvo profundamente imbuido de las ideas de la antropología física de su época y de las ideas evolucionistas (las cuales chocaban con la visión bíblica y anticientífica imperante hasta esos momentos) e influenciado por el positivismo. Sin embargo, sus planteamientos, aun siendo avanzados para la época, actualmente se encuentran superados. 
Verneau distinguió en su trabajo dos "razas" entre los antiguos canarios, la semita o sirio-árabe, más reciente, y un poblamiento más antiguo de cro-magnon, que ponía en relación con el cro-magnon presente en Francia e identificado también en las colonias francesas norteafricanas.
En el Museo del Hombre de Páris están depositados huesos, así como diversos objetos de los guanches, que  Verneau envió desde Canarias.